# Caspase 14
La caspase 14 est une protéase à cystéine de la famille des caspases. Elle est codée chez l'homme par le gène CASP14,, situé sur le chromosome 19.